# Murtosaari (ö i Mellersta Finland, Jyväskylä, lat 62,47, long 25,33)
Murtosaari är en ö i Finland. Den ligger i sjön Kyynämöinen och i kommunen Urais i den ekonomiska regionen  Jyväskylä ekonomiska region  och landskapet Mellersta Finland, i den centrala delen av landet, 260 km norr om huvudstaden Helsingfors. Öns area är 2 hektar och dess största längd är 260 meter i öst-västlig riktning.